# Boy Meets Girl (gruppo musicale)
I Boy Meets Girl sono un duo musicale pop statunitense fondato a Seattle dagli ex coniugi George Merrill, tastierista e cantante, e Shannon Rubicam, cantante, nel 1982. Il progetto è celebre per il brano "Waiting For a Star to Fall" del 1988.

## Storia del gruppo
Originariamente, i coniugi George Merrill e Shannon Rubicam erano compositori per altri artisti, tra cui Whitney Houston per i brani "How Will I Know" e "I Wanna Dance with Somebody (Who Loves Me)", oltre "Don't Tell Me We Have Nothing" e "Haunting Me" per Deniece Williams e "I Know You By Heart", che Bette Midler eseguì per il film Spiagge. Il duo si esibì anche nel ruolo di seconde voci per il brano di Deniece Williams "Let's Hear It For The Boy".
Fondato il progetto Boy Meets Girl, i due pubblicarono nel 1985 l'album d'esordio omonimo, valorizzato dal brano "Oh Girl", #39 nella classifica Billboard Hot 100. Il disco fu invece #76 nella Billboard 200.
Tre anni dopo, il duo pubblicò Reel Life, contenente il singolo "Waiting for a Star to Fall", #5 nella Billboard Hot 100 e #1 nella Billboard Adult Contemporary. La canzone fu anche #9 nel Regno Unito e in top ten in Australia.
Un altro singolo, "Bring Down the Moon", fu #49 nella Billboard Hot 100 (e #28 Adult Contemporary). L'album Reel Life si piazzò alla #50 per numerose settimane negli USA, mentre fu #74 in Inghilterra.
Il terzo album dei Boy Meets Girl, New Dream, doveva essere pubblicato nel 1990, ma la RCA Records lo accantonò. Fu infine realizzato e pubblicato nel 2004.
Nel 2000 la coppia divorziò ma continuò la collaborazione musicale. Nel 2003 pubblicarono il loro quarto album The Wonderground sotto loro etichetta.

## Discografia

### Album
- Boy Meets Girl (1985) #76 US
- Reel Life (1988) #50 US, #74 UK
- New Dream (1990)
- The Wonderground (2003)

### Singoli
| Anno | Brano                        | US Hot 100 | US AC | UK Singles | Album          |
| ---- | ---------------------------- | ---------- | ----- | ---------- | -------------- |
| 1985 | "Oh Girl"                    | 39         | -     | -          | Boy Meets Girl |
| 1988 | "Waiting for a Star to Fall" | 5          | 1     | 9          | Reel Life      |
| 1989 | "Bring Down the Moon"        | 49         | 28    | 92         | Reel Life      |